# Lilium fargesii
Lilium fargesii (chin. 绿花百合/綠花百合, lǜ huā bǎihé), Synonym auch  Lilium cupreum ist eine Art aus der Gattung der Lilien (Lilium) in der Asiatischen Sektion. Die nächste Verwandte der Art ist Lilium xanthellum.

## Beschreibung
Lilium fargesii ist eine mehrjährige krautige Pflanze, die Wuchshöhen von 20 bis 70 Zentimetern erreicht. Die Zwiebeln sind oval und erreichen einen Durchmesser von etwa 1,5 cm. Sie sind mit weißen lanzettförmigen bis ovalen Schuppen überzogen. Der Stängel ist zart und an der Oberfläche papillös. Die grasartigen Laubblätter sind linealisch, zwischen 10 und 14 cm lang und 2 bis 5 mm breit. Sie sind frei um den Stängel verteilt konzentrieren sich jedoch auf die mittleren und distalen Teile des Stängels, ihr Rand ist umgebogen.
Sie blüht von Juli bis August mit einer einzelnen nickenden Blüte oder aber mit mehreren in einer Rispe. Die zwittrigen Blüten sind dreizählig. Die sechs gleichgestalteten, lanzettförmigen Blütenhüllblätter (Tepalen) sind stark zurückgebogen (Türkenbundform) und 3 bis 3,5 cm lang sowie zwischen 7 mm und 10 mm breit. Die Ränder sind umgebogen. Die Grundfarbe der Blüten ist grünlich-weiß mit purpurnen oder purpurn-braunen Punkten. Die Antheren sind orange, die Pollen sind orange bis braun und die Filamente sind zwischen 2 und 2,2 cm lang und klebrig. Der Griffel ist 12 bis 15 mm lang und die Narbe ist zylindrisch und 1 cm bis zu 1,5 cm stark. Die Nektarien sind wulstig an beiden Seiten. Die Samen reifen von September bis Oktober in etwa 2 cm langen und 1,5 cm breiten ovalen Samenkapseln heran und keimen sofortig-epigäisch.

## Verbreitung
Lilium fargesii wächst an bewaldeten Hängen in Höhenlagen von 1400 m bis 2300 m NN.
Die Art ist in den Provinzen Hubei, Shaanxi, Sichuan und Yunnan in der Volksrepublik China verbreitet.

## Taxonomie
Lilium fargesii wurde 1892 durch Adrien René Franchet in Journal de Botanique [Edited by L. Morot] Band 6, Seite 317 erstbeschrieben. Die Art wurde benannt nach dem französischen Missionare und Botaniker Paul Guillaume Farges (1844–1912), der sie entdeckt und gesammelt hat.